# 何塞·罗加
何塞·安东尼奥·罗加（西班牙語：José Antonio Roca，1928年5月24日—2007年5月4日），墨西哥男子足球运动员，司职后卫。他曾代表墨西哥参加1950年、1954年和1958年国际足联世界杯，三届比赛均止步小组赛阶段。